# Ferran d'Àustria-Este
Ferran d'Àustria-Este   (Palau de Schönbrunn, 1 de juny de 1754 - Viena, 24 de desembre de 1806), també conegut amb el nom de Ferran III de Mòdena, fou un príncep imperial que va esdevenir pretendent del Ducat de Mòdena durant les Guerres Napoleòniques.

## Orígens familiars
Va néixer l'1 de juny de 1754 al Palau de Schönbrunn de la ciutat de Viena sent el quart fill mascle de l'emperador Francesc I del Sacre Imperi Romanogermànic i Maria Teresa I d'Àustria. Fou net per línia paterna de Leopold I de Lorena i Elisabet Carlota d'Orleans, i per línia materna de l'emperador Carles VI del Sacre Imperi Romanogermànic i Elisabet Cristina de Brunsvic-Wolfenbüttel.
Fou germà, entre d'altres, dels emperadors Josep II i Leopold II del Sacre Imperi Romanogermànic; Maria Amàlia d'Àustria (duquessa de Parma), casada amb Ferran I de Parma; Maria Carolina d'Àustria, casada amb Ferran I de les Dues Sicílies; i Maria Antonieta d'Àustria, casada amb Lluís XVI de França.

## Núpcies i descendents

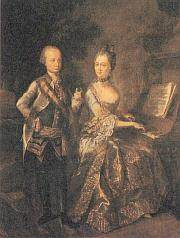
Imatge de Ferran d'Àustria-Este amb Maria Beatriu d'Este.

Es casà el 15 d'octubre de 1771 a la Catedral de Milà amb Maria Beatriu d'Este, filla del duc Hèrcules III d'Este i Maria Teresa Cybo-Malaspina. D'aquesta unió nasqueren:
- Josep Francesc d'Àustria-Este (1772)
- Maria Teresa d'Àustria-Este (1773-1832), casada el 1789 amb el rei Víctor Manuel I de Sardenya
- Josepa d'Àustria-Este (1775-1777)
- Maria Leopoldina d'Àustria-Este (1776-1848), casada el 1795 amb Carles II Teodor de Baviera
- Francesc IV de Mòdena (1779-1846), duc de Mòdena
- Ferran Josep d'Àustria-Este (1781-1850), militar durant les Guerres Napoleòniques
- Maximilià Josep d'Àustria-Este (1782-1863), Gran Mestre de l'Orde Teutònic
- Maria Antònia d'Àustria-Este (1784-1786)
- Carles d'Àustria-Este (1785-1809), arquebisbe i primat d'Hongria
- Maria Lluïsa d'Àustria-Este (1787-1816), casada el 1808 amb Francesc I d'Àustria

## Reclamacions territorials
El 1771 fou nomenat Administrador del Ducat de Milà pel seu germà Josep II del Sacre Imperi Romanogermànic, càrrec des del qual va promoure la creació del Teatre de La Scala de Milà. Amb l'ocupació francesa durant les Guerres Napoleòniques fou desposseït del seu càrrec i hagué d'abandonar la ciutat, igual que passà al seu sogre Hèrcules III d'Este, que hagué d'abandonar el ducat de Mòdena.
Amb la signatura del Tractat de Campo Formio el seu sogre, per la pèrdua dels seus feus, fou recompensat amb el ducat de Bisgòvia, el qual passà a mans de Ferran d'Àustria-Este a la mort d'aquell el 1803. A la mort d'Hèrcules III Maria Beatriu reclamà els seus drets sobre els Ducat de Mòdena per cedir-los al seu marit, si bé aquest passà a formar part del Regne napoleònic d'Itàlia, i per la signatura del Tractat de Pressburg (1805) hagué de cedir Brisgòvia al Gran Ducat de Baden.
Ferran d'Àustria morí el 24 de desembre de 1806 a la ciutat de Viena, sent nomenat hereu dels seus drets dinàstics el seu fill Francesc, futur Francesc IV de Mòdena.